# The New Tenants
The New Tenants (no Brasil, Os Novos Inquilinos) é um filme de drama em curta-metragem dinamarquês de 2008 dirigido e escrito por Joachim Back, Anders Thomas Jensen e David Rakoff. Venceu o Oscar de melhor curta-metragem em live action na edição de 2009.

## Elenco
- Liane Balaban - Irene
- Kevin Corrigan - Zelko
- Vincent D'Onofrio - Jan
- Helen Hanft - Avó
- Jamie Harrold - Pete
- David Rakoff - Frank